# Дембники (Ломжинський повіт)
Дембники (пол. Dębniki) — село в Польщі, у гміні Збуйна Ломжинського повіту Підляського воєводства.
Населення — 253 особи (2011).
У 1975-1998 роках село належало до Ломжинського воєводства.

## Демографія
Демографічна структура станом на 31 березня 2011 року:
|          | Загалом | Допрацездатний вік | Працездатний вік | Постпрацездатний вік |
| -------- | ------- | ------------------ | ---------------- | -------------------- |
| Чоловіки | 119     | 27                 | 79               | 13                   |
| Жінки    | 134     | 29                 | 74               | 31                   |
| Разом    | 253     | 56                 | 153              | 44                   |